# Annual Review of Ecology, Evolution, and Systematics
Annual Review of Ecology, Evolution, and Systematics — американський науковий журнал, друкує оглядові статті по проблемах екології, еволюції і систематики тварин. Заснований в 1970 році.

## Історія
Журнал був заснований під назвою Annual Review of Ecology and Systematics в 1970 році і змінив свою назву на сучасну в 2003 році.
За підсумками 10 років (1998—2008) по рівню цитування (Імпакт-фактор, Science Citation Index) очолив двадцятку найзначиміших журналів у світі в категорії екологія (з 168, що враховуються в аналізі і понад 300 наявних в цій категорії).
У грудні 2009 року вийшов 40-й том.
- Редактор (2009) — профессор Дуглас Футуйма, State University of New York, (Stony Brook, NY 11794-5245).

## Ресурси Інтернету
- Сайт журналу